# Riksdagen 1850–1851
Riksdagen 1850–1851 ägde rum i Stockholm.
Ständerna sammanträdde till lagtima riksdag i Stockholm den 15 november 1850. Lantmarskalk var Lars Herman Gyllenhaal. Prästeståndets talman var ärkebiskop Carl Fredrik af Wingård. Borgarståndets talman var Olof Wijk den äldre och bondestådets talman Nils Persson i Ringstorp.
Riksdagen avslutades den 4 september 1851.

## Riksdagsmän
- Prästeståndets ledamöter vid riksdagen 1850–1851